# Thymoites wangi
Thymoites wangi är en spindelart som beskrevs av Zhu 1998. Thymoites wangi ingår i släktet Thymoites och familjen klotspindlar. Inga underarter finns listade i Catalogue of Life.